# Hermanów (województwo lubelskie)
Hermanów – wieś w Polsce położona w województwie lubelskim, w powiecie łukowskim, w gminie Wojcieszków.
W latach 1975–1998 miejscowość administracyjnie należała do województwa siedleckiego.
Wieś stanowi sołectwo w gminie Wojcieszków. Według Narodowego Spisu Powszechnego z roku 2011 wieś liczyła 95 mieszkańców.
Wierni Kościoła rzymskokatolickiego należą do parafii Najświętszego Serca Pana Jezusa w Wojcieszkowie.